# Michel-Augustin Thouret
Michel-Augustin Thouret, parfois nommé Auguste Thouret, (1749–1810) est un médecin français né à Pont-L'Évêque.

## Biographie
Il est le fils de Guillaume Thouret, notaire royal à Pont l'Évêque (1775), trésorier des guerres (1781), et de Marie Sainte Domin.
Il est reçu docteur régent de la faculté de médecine de Paris en 1774 grâce au prix de Diest. Dans les années 1780, il travaille auprès des médecins Jean Colombier (qui devient son beau-père) et François Doublet. Il devient membre de la Société royale de médecine.
Avec Charles Louis François Andry, il publie en 1782 des observations sur l'usage de l'aimant en médecine. Il se signale comme partisan de la vaccine et comme adversaire de Mesmer, notamment dans ses Recherches et doutes sur le magnétisme animal (1784).
Il joue un rôle important dans la fermeture du cimetière des Saints-Innocents et l'exhumation des corps, ce qui lui vaut l'attribution d'une pension de 1500 livres en 1788.
Le décret du 14 frimaire an III (4 décembre 1794) crée les écoles de santé de Paris, Strasbourg et Montpellier. Michel-Augustin Thouret est nommé directeur de l'école de Paris et en 1795, à nouveau, un enseignement est dispensé. « Médecine et Chirurgie, deux branches de la même science », sont réunies et enseignées aux « élèves de la Patrie ».
Il est nommé membre du Tribunat en 1802, puis à sa suppression, en 1807, passe au Corps législatif, comme député du Calvados, jusqu'en 1810. 
Il est le frère du révolutionnaire Jacques-Guillaume Thouret, et le beau-frère du chirurgien Jean-Baptiste Laumonier. Il épouse en 1797 Marie Antoinette Colombier, fille du médecin Jean Colombier.